# مقصدهای پروازی هواپیمایی خاورمیانه
مقصدهای پروازی هواپیمایی خاورمیانه به شرح زیر است:
| † | پایگاه |
|   | فصلی   |